# DBL Statistical Player of the Year
De Dutch Basketball League Statistical Player of the Year is een individuele basketbalprijs in de Dutch Basketball League die ieder jaar wordt uitgereikt aan de beste speler op basis van statistieken. De speler met het hoogste Player efficiency rating ontvangt de prijs.

## Winnaars
| Seizoen | Speler          | Positie | Nationaliteit    | Team                   | PER  |
| ------- | --------------- | ------- | ---------------- | ---------------------- | ---- |
| 2002–03 | Travis Reed     | PF      | Verenigde Staten | Tulip Den Bosch        | 24.2 |
| 2003–04 | Ian Hanavan     | PF      | Verenigde Staten | BC Omniworld Almere    | 23.6 |
| 2004–05 | Maurice Ingram  | C       | Verenigde Staten | BS Weert               | 24.2 |
| 2005–06 | Chris Woods     | SF      | Verenigde Staten | Upstairs Weert         | 24.3 |
| 2006–07 | Leon Rodgers    | SF      | Verenigde Staten | EiffelTowers Den Bosch | 24.6 |
| 2007–08 | Ashley Champion | SF      | Verenigde Staten | Upstairs Weert         | 23.4 |
| 2008–09 | Matt Bauscher   | SG      | Verenigde Staten | De Friesland Aris      | 22.6 |
| 2009–10 | Elijah Palmer   | SF      | Verenigde Staten | Upstairs Weert         | 21.1 |
| 2010–11 | Julien Mills    | SG      | Verenigde Staten | EiffelTowers Den Bosch | 18.4 |
| 2011–12 | Tai Wesley      | PF      | Verenigde Staten | EiffelTowers Den Bosch | 19.5 |
| 2012–13 | Samme Givens    | PF      | Verenigde Staten | Aris Leeuwarden        | 21.8 |
| 2013–14 | Darius Theus    | PG      | Verenigde Staten | Aris Leeuwarden        | 19.5 |
| 2014–15 | Joe Burton      | C       | Verenigde Staten | Landstede Basketbal    | 23.5 |
| 2015–16 | Ross Bekkering  | C       | Canada           | Donar                  | 21.3 |
| 2016–17 | Chase Fieler    | PF      | Verenigde Staten | Donar                  | 21.5 |
| 2017–18 | Brandyn Curry   | PG      | Verenigde Staten | Donar                  | 22.3 |